# Miconia rufipila
Miconia rufipila är en tvåhjärtbladig växtart som beskrevs av José Jéronimo Triana. Miconia rufipila ingår i släktet Miconia och familjen Melastomataceae. Inga underarter finns listade i Catalogue of Life.